# Bödeln och skökan (novell)
Bödeln och skökan är en novell som ingår i novellsamlingen Karriäristerna av Ivar Lo-Johansson.

## Handling
I början av 1700-talet blir en smed oskyldigt dömd till döden för att ha stulit silver. När den lokale bödeln i vredesmod tar livet av en kvinna får smeden en chans att undslippa dödsstraffet – genom att själv bli bödel. Som bödel blir han avskydd av allmänheten som ser på honom som ohyra. Man kastar träck på honom och han tvingas sitta under trappen på horhuset när han vill äta. Under ett besök på horhuset Tuppen och Hönan, träffar han den ljuvliga Ursula som han blir blixtförälskad i.